# Cosmophyga molorcharia
Cosmophyga molorcharia är en fjärilsart som beskrevs av Charles Oberthür 1911. Cosmophyga molorcharia ingår i släktet Cosmophyga och familjen mätare. Inga underarter finns listade i Catalogue of Life.